# Big Muddy National Fish and Wildlife Refuge
Cet article possède un paronyme, voir Big Muddy.
Le Big Muddy National Fish and Wildlife Refuge  a été créé en 1994 et s'étend sur 68 km2 le long de la rivière Missouri entre Kansas et Saint-Louis. Il comprend des habitats bien adaptés aux poissons et autres espèces dépendants des plaines inondables du bord du Missouri. Le refuge devrait atteindre 240 km2 par l'achat de terres à des vendeurs consentants qui veulent voir leurs propriétés mises de côté au profit de la faune.
Le Missouri d'origine, comme documenté par Lewis et Clark était nettement différent de la rivière d'aujourd'hui. Il s'agissait d'une rivière très large et peu profonde au débit très lent. Ainsi il y était bordé à l'époque de vastes forêts, de marais et de prairies humides même. La rivière d'aujourd'hui est canalisée. Son débit est de plus en plus rapide et contrôlé par des digues et autres barrages. Tout cela rend la rivière plus navigable et la plaine environnante idéale pour l'agriculture.

## Écologie
Le Refuge Big Muddy permet à la rivière Missouri de retrouver ponctuellement sa forme d'origine. Lors d'inondations mineures les plaines environnantes sont à nouveau recouvertes d'eau. La direction a créé des canaux secondaires, réduit les digues, et permis à la végétation typique de la plaine inondable de revenir. Actuellement, dans de nombreux endroits du refuge on trouve un taillis impénétrable de jeunes arbres, dont l'apparence change au fil du temps. Le processus peut prendre des décennies ou même des siècles avant que l'habitat ne se stabilise.

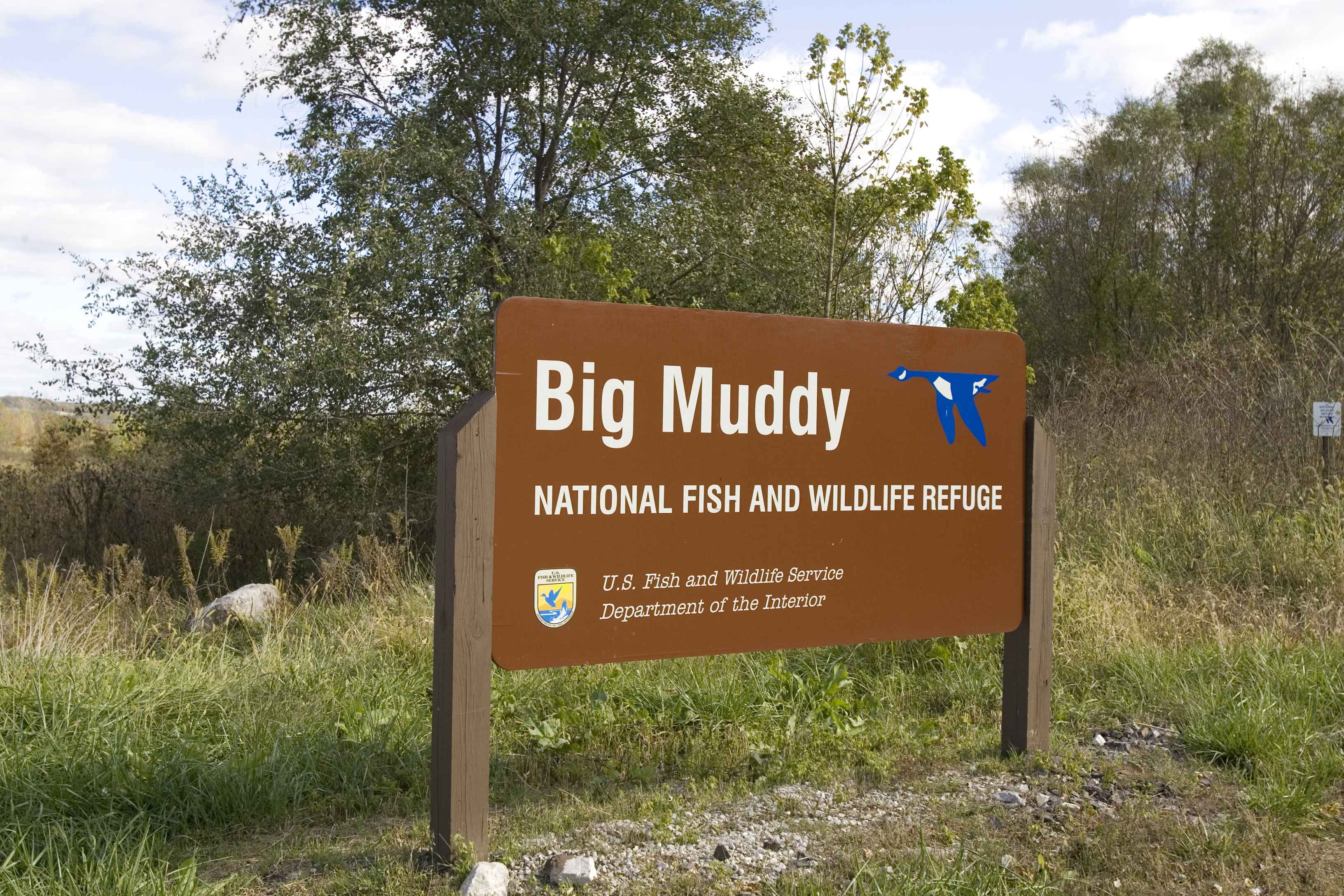
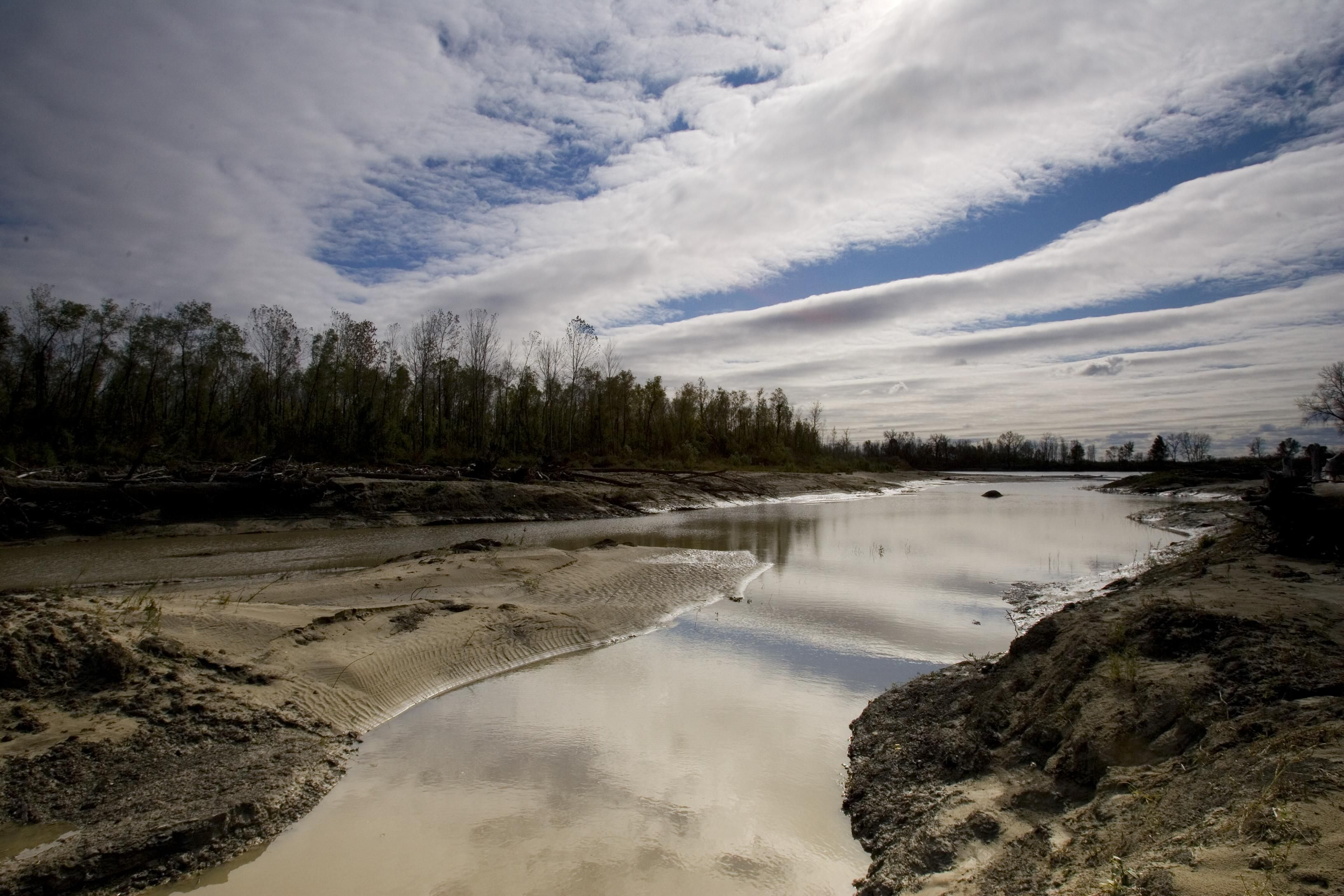
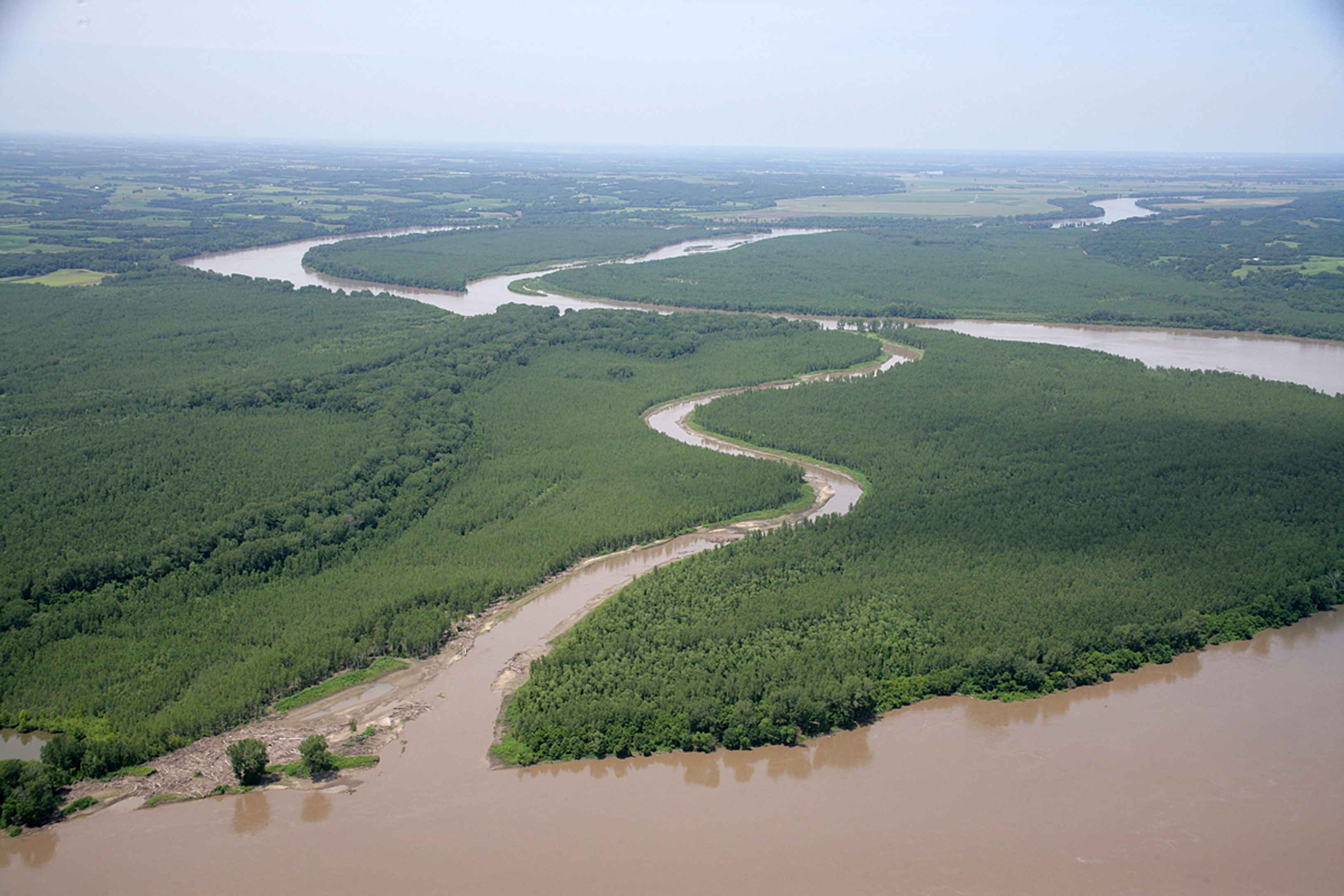
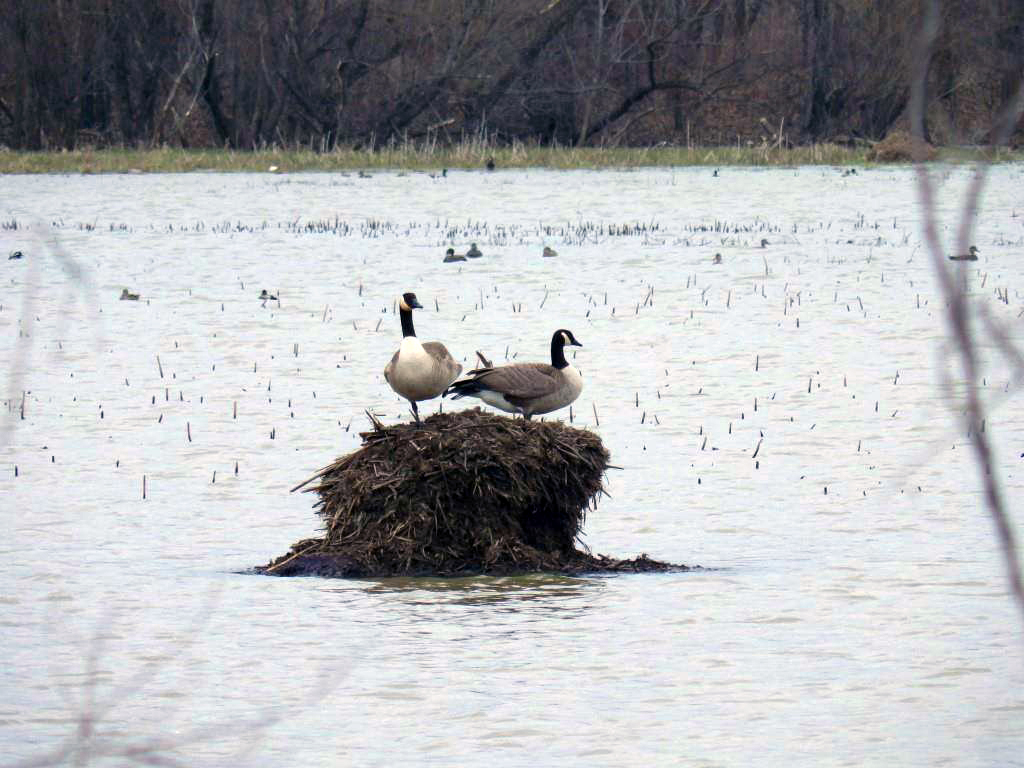